# マリア・ドゥンゲリア
マリア・ドゥンゲリア（Maria d'Ungheria, 1257年頃 - 1323年3月25日）は、ナポリ王カルロ2世の王妃。ハンガリー王イシュトヴァーン5世と王妃エルジェーベトの娘。ハンガリー名はマーリア（Mária）。

## 生涯
1270年にシチリア王カルロ1世（当時まだシチリアを支配していた）の嗣子であるカルロと結婚した。なお、前年の1269年にはマーリアの弟ラースロー4世がカルロ2世の妹イザベッラと結婚している。
カルロ2世との間には14子が生まれた。
- カルロ・マルテッロ（1271年 - 1295年）　ハンガリー王位請求者。ハンガリー王カーロイ1世の父。
- マルゲリータ（マルグリット、1273年 - 1299年）　ヴァロワ伯シャルルと結婚。フランス王フィリップ6世の母。
- ルイージ（ルイ、1274年 - 1297年）　トゥールーズ司教
- ロベルト（1277年 - 1343年）　ナポリ王
- フィリッポ（1278年 - 1331年）　アカイア公、ターラント公
- ビアンカ（ブランカ、1280年 - 1310年）　アラゴン王ハイメ2世と結婚。
- ライモンド・ベレンガリオ（レーモン・ベレンゲール、1281年 - 1307年）　プロヴァンス伯。
- ジョヴァンニ（1283年 - ?）
- トリスタン（1284年 - ?）
- エレオノーラ（1289年 - 1341年）　シチリア王フェデリーコ2世と結婚。
- マリア（1290年 - 1346年頃）　マヨルカ王サンチョ1世と結婚。
- ピエトロ（1291年 - 1315年）　グラヴィナ伯。
- ジョヴァンニ（1294年 - 1336年）　ドゥラッツォ公、アカイア公、グラヴィーナ伯
- ベアトリーチェ（1295年 - 1321年）　フェラーラ侯アッツォ8世・デステと結婚。

マリアの弟ラースロー4世は1290年に暗殺され、嗣子がいなかったため、マリアの長男カルロ・マルテッロが叔父の王位継承を主張してアンドラーシュ3世と争ったが、王位継承を果たせずに早世した。しかしその息子カルロ・ロベルト（カーロイ1世）は、アンドラーシュ3世が死去してアールパード朝が断絶した後、最終的にハンガリー王として戴冠を果たした。